# 全国高等学校定時制通信制柔道大会
全国高等学校定時制通信制柔道大会（ぜんこくこうとうがっこうていじせいつうしんせいじゅうどうたいかい）は、毎年8月に行われる、定時制・通信制高等学校の柔道の全国大会。全国高等学校定時制通信制体育大会の一環として行われる。2020・21年は中止。

## 大会方式
講道館を会場として、個人戦・団体戦が行われる。団体戦は都道府県対抗戦である。